# Ленский, Альберт Иванович
Альберт Иванович Ленский (19 марта 1938, Калинин — 1 октября 2006, Москва) — советский партийный функционер, вокальный исполнитель, музыкант.

## Биография
Родился в 1938 году в Калинине. В 1955—1960 годах учился в Московском институте стали и сплавов. В 1960 году окончил МИСиС и уехал работать в Новокузнецк, где прошёл путь от горнового до начальника доменного цеха Запсиба. Впоследствии зам начальника отдела в Сибгипромезе. 
С 1967 года — солист вокальной студии Дворца культуры и техники металлургов, выступал с оркестром Новокузнецкого цирка. Исполнял русские и советские песни, романсы. Лауреат всесоюзных, всероссийских и международного (Болгария) творческих фестивалей, участник концертов для съездов делегатов КПСС и профсоюзов, Заслуженный работник культуры России, кавалер ордена «Знак почёта». Творческая и личная дружба связывала Ленского с Георгием Мовсесяном, жившем некоторое время в Кузбассе, с новокузнецким композитором Борисом Емельяновым, с сибирским бардом Сергеем Матвеенко.
Первый секретарь Новокузнецкого горкома КПСС в 1987—1990 годах. Неоднократно участвовал в выборах мэра Новокузнецка, а также был кандидатом в депутаты Государственной думы Российской Федерации в декабре  1995 года. С мая 1997 по июль 1997 был заместителем губернатора Кемеровской области.
В 1997 году Альберт Ленский переехал в Москву, был солистом вокальной студии Центрального дома работников искусств и оркестра Академии Федеральной пограничной службы. Активный участник Кузбасского землячества в Москве.
Умер 1 октября 2006 года в Москве.

## Награды
Имеет следующие награды и признания:
- Орден «Знак Почёта»;
- Знак ВЦСПС «За достижения в самодеятельном искусстве»;
- Медаль «В ознаменование 100-летия со дня рождения Владимира Ильича Ленина»;
- Заслуженный работник культуры РСФСР;
- Почётный гражданин города Новокузнецка (2018, посмертно)[3][6].